# Eric Porter (cineasta)
Eric Porter, nato Eric Ernest Porter (Camperdown, 8 febbraio 1911 – Sydney, 21 dicembre 1983), è stato un regista e produttore cinematografico australiano.
Specializzato in documentari e spot commerciali, girò anche alcuni lungometraggi. Nel 1972, diresse il primo lungometraggio animato, Marco Polo Junior Versus the Red Dragon. Il fallimento del film lo costrinse a chiudere il suo studio di animazione.

## Biografia
Eric Ernest Porter nacque l'8 febbraio 1911 a Camperdown, un sobborgo di Sydney, ultimo dei quattro figli di Adelaide Victoria Plumb e di Frederick Ernest Porter, un imballatore. Porter fece esperienza di grafico pubblicitario presso l'East Sydney Technical College e, ispirato dai primi film muti di Walt Disney, a 17 anni lavorò con James ‘Jim’ Bancks.
Il giovane Porter prese a lavorare per una nuova casa di produzione, la Cinesound Productions Ltd. dove il produttore/regista Ken G. Hall lo impiegò nei film pubblicitari, il primo dei quali commissionato da un macellaio di Adelaide. Porter passò quindi all'Australian Animated Cartoons Ltd per poi fondare una propria compagnia di produzione, la Eric Porter Studios.

## Filmografia

### Produttore
- A Son Is Born, regia di Eric Porter (1946)
- Bimbo's Auto, regia di Eric Porter (1954)
- Marco Polo Junior Versus the Red Dragon, regia di Eric Porter (1972)
- The Yellow House
- Polly My Love, regia di Peter Maxwell (1975)

### Regista
- A Son Is Born (1946)
- Bimbo's Auto (1954)
- Marco Polo Junior Versus the Red Dragon (1972)